# Sphegigaster aurata
Sphegigaster aurata är en stekelart som först beskrevs av William Harris Ashmead 1904.  Sphegigaster aurata ingår i släktet Sphegigaster och familjen puppglanssteklar. Inga underarter finns listade i Catalogue of Life.